# Тат-Чодраял
Тат-Чодраял (мар. Тат-Чодыраял) — деревня в Моркинском районе Республики Марий Эл. Входит в состав Шиньшинского сельского поселения.

## География
Находится в юго-восточной части республики Марий Эл на расстоянии приблизительно 19 км по прямой на восток от районного центра посёлка Морки.

## История
Основана в 1700 году марийцами. В 1762 году сюда переехали ещё несколько татарских семей. До 1917 года деревня называлась Свободные Ключи. В 1932 году в деревне находилось 103 хозяйства, проживало 508 человек, из них — 476 татар, остальные — мари. Первая мечеть была открыта во второй половине XIX века. Новая мечеть построена в 1998 году. В 1973 году в состав деревни была включена деревня Мари-Чодраял. В 1980 году в деревне числилось 136 хозяйств, 226 человек. В 2002 году здесь было отмечено в 119 хозяйств. В советские времена работали колхозы им. Вахитова, «За коммунизм» и им. Ленина.

## Население
Население составляло 375 человек (татары 68 %, мари 32 %) в 2002 году, 306 в 2010.